# Piper belloi
Piper belloi är en pepparväxtart som beskrevs av Truman George Yuncker. Piper belloi ingår i släktet Piper och familjen pepparväxter. Inga underarter finns listade i Catalogue of Life.